# Мур, Кристи (певец)
Кристофер Эндрю «Кристи» Мур (англ. Christopher Andrew «Christy» Moore; 7 мая 1945) — ирландский певец, гитарист и автор песен. Исполняет ирландскую народную музыку и музыку в жанре фолк на английском языке. Один из основателей фолк-групп Planxty и Moving Hearts. За годы сольной карьеры стал культовым музыкантом в Ирландии и ирландской диаспоре в США благодаря вниманию к ирландской народной музыке и одновременно — политической и социальной направленности песен.

## Начальный этап жизни
Кристофер Мур родился 7 мая 1945 года в Ньюбридже в графстве Килдэр. Его мать была членом либерально-консервативной партии «Фине Гэл» и даже баллотировалась в парламент от графства Килдэр.
В молодости Мур был банковским служащим. В 1966 году во время банковской забастовки уехал в Великобританию, где стал разнорабочим и начал карьеру музыканта. Там он познакомился со многими ирландскими фолк-музыкантами 1960-х, в том числе с одним из основателей The Dubliners Люком Келли.
В 1967 году Мур возобновил знакомство с сестрами Грен — фолк-трио, выступавшим в северных городах Англии. Они помогли молодому музыканту начать профессиональную карьеру.

## Музыкальная карьера
В 1969 году Мур записал в Лондоне свой первый альбом Paddy on the Road. Пластинка вышла на известном лейбле Mercury Records, но очень маленьким тиражом — всего лишь 500 экземпляров.
В 1971 году в Ирландии Мур вместе с Доналом Ланни, Энди Ирвином и Лиамом О’Флинном записали альбом Prosperous. Он вышел в 1972 году, после чего музыканты создали группу Planxty.
В 1973 году Мур переехал в Дублин. В 1974 году он ушел из Planxty, чтобы заняться сольной карьерой. Мур записал три студийных альбома, после чего в 1978 году снова воссоединился с группой. Тогда же Мур спродюсировал и записал альбом H Block, посвященный акциям протеста заключенных в печально известной тюрьме Мэйз. По воспоминаниям самого музыканта, к дебюту альбома много внимания привлек рейд Специального детективного отдела Гарды.
В 1981 году Мур и Ланни образовали новую группу Moving Hearts. Она принесла в уже сформировавшуюся к тому времени сцену келтик-рока джазовые элементы. В 1983 году Мур возобновил сольную карьеру, а в 1985 году распалась Moving Hearts.
В 1984 году Мур выпустил успешный альбом Ride On. Заглавная песня, написанная ирландским автором-исполнителем Джимми Маккарти, стала одной из самых известных в творчестве обоих музыкантов. Кавер-версии Ride On в разное время исполняли Cruachan, Celtic Woman, Coldplay и другие музыканты.
В 1985 году дублинский суд потребовал отозвать из продажи альбом Мура Ordinary Man из-за песни They Never Came Home, посвященной жертвам пожара в ночном клубе Stardust в 1981 году. В это время продолжались слушания по иску о компенсациях семьям погибших и пострадавшим. Суд решил, что песня может сформировать предвзятое отношение к ответчикам по этому делу, и запретил ее рекламу, распространение и продажу на территории Ирландии. Альбом пришлось срочно перезаписывать с новой песней Another Song is Born. Ее перевыпустили только в 2004 году.
В 1986 году Мур впервые выступил с концертами в Альберт-холле в Лондоне и Карнеги-Холле в Нью-Йорке.
В 1994 году вышел концертный альбом Live at the Point, записанный во время нескольких выступлений Мура в дублинском концертном зале Пойнт. В 2012 году он занял пятое место среди самых популярных альбомов десятилетия в Ирландии по версии Ирландской ассоциации звукозаписывающих компаний.
Мур широко известен своими левыми политическими взглядами и поддержкой ирландского республиканизма. До 1987 года поддерживал ИРА, изменил свое отношение к ним после теракта в Эннискиллене. В 2004 году задерживался британской полицией по Акту о предотвращении терроризма 2002 года. Правоохранительные органы задавали вопросы по поводу текстов его песен.
В 2021 году Мур выпустил альбом Flying Into Mystery. На нем он впервые отошел от практики играть новые песни на концертах и только потом включать их в состав альбомов. Из-за коронавирусных ограничений все песни были созданы без участия слушателей в студии.

## Дискография

### Сольные альбомы
- Paddy on the Road (1969)
- Prosperous (1972)
- Whatever Tickles Your Fancy (1975)
- Christy Moore (1976)
- The Iron Behind the Velvet (1978)
- Live in Dublin (1978)
- Christy Moore and Friends (1981)
- The Time Has Come (1983)
- Ride On (1984)
- Ordinary Man (1985)
- The Spirit of Freedom (1986)
- Unfinished Revolution (1987)
- Voyage (1989)
- Smoke & Strong Whiskey (1991)
- King Puck (1993)
- Live at the Point (1994)
- Graffiti Tongue (1996)
- Traveller (1999)
- This is the Day (2001)
- Live at Vicar Street (2002)
- Burning Times (2005)
- Live at the Point 2006 (2006)
- Listen (2009)
- Folk Tale (2011)
- Where I Come From (2013)
- Lily (2016)
- On the Road (2017)
- Magic Nights (2019)
- Flying Into Mystery (2021)

### В составе Planxty
- Planxty (1972)
- The Well Below the Valley (1973)
- Cold Blow and the Rainy Night (1974)
- After The Break (1979)
- The Woman I Loved So Well (1980)
- Words and Music (1983)
- Live 2004 CD/DVD (2004)
- Between the Jigs and the Reels: A Retrospective CD/DVD (2016)

### В составе Moving Hearts
- Moving Hearts (1981)
- Dark End of the Street (1982)

### Сборники и компиляции
- H Block (1978)
- High Kings of Tara (1980)
- Nice 'n Easy (1984)
- Aris (1984)
- Christy Moore (1988)
- The Christy Moore Collection 1981—1991 (1991)
- Christy Moore Collection Part 2 (1997) No. 4
- The Box Set 1964—2004 (2004) No. 2
- The Early Years 1969-81 (2020)

## Семья
В 1973 году женился на Валери Айзексон. У них родились два сына и две дочери, одна из которых умерла при родах.
Младший брат Кристи Мура Кевин тоже стал фолк-музыкантом. С 1988 года он выступает под сценическим именем Лука Блум.